# Ilha do Maracujá
A ilha do Maracujá está situada na baía de Babitonga, no litoral sul brasileiro, ao norte do estado de Santa Catarina.
A ilha não é habitada, e muitas aves do Canadá voam para a ilha no verão, para se acasalarem.[carece de fontes?]